# Heiko Pippig
Heiko Pippig (* 1951 in Mosbach, Deutschland) ist ein deutscher Maler.

## Werdegang
Nach dem Abitur 1971 studierte Pippig Graphik und Design an der Werkkunstschule (heute Technische Hochschule Mannheim) in Mannheim. Von 1973 bis 1978 studierte er an der Staatlichen Akademie der Bildenden Künste in Karlsruhe bei Hans Baschang, Peter Ackermann und bei Markus Lüpertz. 1988 erhielt er das Jahres-Stipendium der Kunststiftung Baden-Württemberg. Von 1988 bis 1989 absolvierte er innerhalb eines Arbeitsstipendiums einen Studienaufenthalt bei Bernhard Heisig  an der Hochschule für Grafik und Buchkunst Leipzig.

## Werk

### Allgemeines
Das Werk des Künstlers hat seinen zentralen Kern in großformatigen Acryl- und Ölbildern auf Leinwand, die ein malerisch angelegtes, figuratives „Welttheater“ zeigen. Zeichnungen, Stillleben und Porträtmalerei ergänzten in den letzten Jahren das Œuvre. Die Schauspielerin und Mäzenin Marianne Sägebrecht und der Schauspieler und Sammler Helmut Berger wurden von ihm porträtiert. Im Luxushotel Victoria im Bad Mergentheim befindet sich eine ständige Ausstellung des Künstlers. Zudem hat er acht Suiten mit Wandgemälden und Originalarbeiten ausgestattet. Werke des Künstlers befinden sich in der Sammlung Würth, Künzelsau, im Bayerischen Hof München, in der Sammlung Otto Geisel sowie im Besitz der Stadt Mosbach (Historisches Rathaus).

### Werk-Entwicklung
Stilistisch lässt sich Werk lässt sich in drei Phasen gliedern:
1. Phase: Ende der 70er/Mitte der 80er Jahre: Die Bilder sind vom gestischen Expressionismus geprägt. Ab Mitte der 80er Jahre wird die Abstraktion geometrischer, es tauchen figürliche Kürzel auf. Den Künstler beschäftigt das Thema „König“ und „Diener“, er schöpft seine Motive u. a. aus Sagen und Märchen. In ihnen spiegeln sich allgemeingültig gesellschaftliche Hierarchien wider. Die Farbpalette ist häufig monochrom oder auf wenige kontrastierende, meist gedeckte Farben beschränkt, in das Farbmaterial sind Quarzpigmente eingemischt.
2. Phase: Mitte der 80er Jahre/Anfang der 2000er Jahre: Pippig wendet sich der figurativen Malerei zu. Seine großformatigen Bilder zeigen Einzelfiguren, Paare, Porträts und Akte. Als Auftragsarbeiten entstehen z. B. Bildnisse des Schauspielers Helmut Berger, des Kunsthändlers Axel Benz, des Hoteliers Otto Geisel oder des ARD-Intendanten Fritz Raff. Die Menschenbildnisse sind als Charakterporträts angelegt, die einen Typus, ein bestimmtes Gefühl oder eine Empfindungsweise widerspiegeln. In die Figuren- und Aktmalerei schwingen thematische Assoziationen aus der Kunstgeschichte mit: z. B. Vanitas-Motiv, Schönheits-Ideal, der Körper als Spiegel der Seele. In der Körperhaltung und der expressiven Gestik bezieht Pippig sich häufig auf klassische Bildfindungen aus Antike, Renaissance und Barock, die er in einem expressionistisch freien Stil interpretiert.
Der Duktus ist in der Linienführung und Modellierung der Formen impulsiv und großzügig. Der Farbraum wird einheitlich gestaltet, der koloristische Impuls wird mitbestimmt durch die Farbigkeit des Hintergrunds.
3. Phase: Ab Mitte der 2000er Jahre:
In die figurativen Gemälde dringen zunehmend abstrakte Elemente ein. Neben die Menschenbildnisse treten eigene Motivzyklen: Afrikanesken, Masken, Stillleben. Der Künstler beschäftigt sich mit religiösen Themen, die er teils symbolisch verschlüsselt, und er reflektiert über die Stellung des Künstlers in der Gesellschaft. Die figürlichen Motive lösen sich in Umrisslinien auf, und werden Teil einer mit furiosem Pinselstrich gegebenen Abstraktion. Die Farben werden kräftiger und kontrastierender, Pinselduktus und Komposition expressiv frei, die Farbe wird deckend, in teils reliefartigen Schichten aufgetragen.
Heiko Pippigs Hauptthema ist der Mensch. Dieses Thema wird häufig motivisch variiert und in verschiedenen Stilrichtungen durchgespielt. Im frühen und auch wieder im späten Werk werden die Figuren ergänzt durch symbolische, teils mehrdeutige Attribute oder in einen erzählerischen Zusammenhang gestellt.

## Ausstellungen
- 1983 Staatliche Akademie der Bildenden Künste, Karlsruhe
- 1986 Kunstverein Neckar-Odenwald, Mosbach, Rathaus
- 1987 Gesellschaft der Freunde junger Kunst Baden-Baden (mit Karin Hochapfel, Jorn Kausch, Jeanette Oellers)
- 1993 „Menschenbildnisse - Malerei“, Kulturkreis Sulzfeld
- 1994 Galerie von Abercron, München in Zusammenarbeit mit dem Museum für Moderne Kunst München
- 1994 New York, Art Fair (mit Rainer Fetting und Salomé)
- 1996 Saarländischer Rundfunk, Schloss Halberg Saarbrücken[11]
- 1997 Bayerischer Hof, München
- 2002 Fine Art Gallery, ehemaliges Schlosstheater München
- 2008 Kunstverein Langensteinbach
- 2009 Kunstverein Neckar-Odenwald, Mosbach
- 2010 Kunstverein Neckar-Odenwald und Kunstverein Oberlausitz, Görlitz
- 2010 Move It, Köln, Altes Pfandhaus und Wallraf-Richartz-Museum & Fondation Corboud
- 2011 „Die Karlsruher Jahre“, Galerie von Abercron, München
- 2012 „Blaue Maschine“, Galerie Antik Mosbach 2017 Eröffnung offizielles Heiko Pippig Haus, Mosbach, Schlossgasse 5